# Beccariola pallida
Beccariola pallida es una especie de coleóptero de la familia Endomychidae.

## Distribución geográfica
Habita en Malabar.